# 羅品信
羅品信（英語：Gregor Angus Bethune Robertson，1964年9月18日—），加拿大第6任住房和基礎設施部長，卑詩省溫哥華前市長，也是白求恩的遠親。他於2008年代表偉景溫哥華成功當選市長，在此之前則以卑詩新民主黨黨員成分擔任溫哥華-麗景區省議員。

## 背景
罗品信爸爸是律师，妈妈是老师；外祖父是西部拓殖时期的医生Emile Therrien，表舅公是抗日戰爭期間在中國行醫的白求恩。
羅品信於1982年從北溫哥華市的卡森格林中學畢業後升讀卑詩大學，後來則轉到美國科羅拉多泉的科羅拉多學院繼續學業，修讀英文和生物學。他本來打算畢業後再返回卑詩大學攻讀醫科，卻不被取錄；這令他反思自己的目標和抱負。之後他曾於卑詩内陸卡里布地區的農莊工作，並連同太太在太平洋中航行18個月。兩人隨後到了紐西蘭，羅品信並於當地發現他對農業的興趣。他25歲回加後在蘭里堡附近買地，展開務農生活，並於1994年與友人合資創辦Happy Planet有機果汁公司。

## 經歷

### 政治生涯
他於2005年卑詩省大選中成功代表省新民主黨當選溫哥華-麗景區省議員，並擔任新民主黨的專上教育評論員和小型商業及庫務評論員。
羅品信於2008年宣佈參與角逐溫哥華市長一職，並於同年6月的偉景溫哥華市長提名初選中擊敗雷健華和鄭諾華，成功獲取該黨提名。他隨後宣佈辭退省議員職位，於同年7月15日生效。他的主要競選對手為代表無黨派協會的利德。
溫哥華媒體於2008年11月揭發羅品信於2007年6月乘搭架空列車時付了一個收費區的車資，卻橫跨了兩個收費區，被運輸聯線稽查員票控後卻拖欠173加元的罰款。他解釋此舉是為了突顯運輸聯線罰款細節的不公，但被利德和另一名候選人安東批評。羅品信最終繳交了罰款。
羅品信於2008年溫哥華市選舉中擊退其他候選人，成功當選溫市市長。他所屬的偉景溫哥華亦於市議會10個議席中取得7席。他再於2011年市選中成功連任。2014年，羅品信再度连任为温哥华市长。

### 個人生活
羅品信第一任妻子是大學同學Amy Robertson，育有4名子女。兩人2014年宣布離婚。
2014年夏末至2017年中，羅品信與歌手曲婉婷交往。
2021年3月，羅品信與Eileen Park結婚。

## 外部連結
- Mayor of Vancouver － 溫哥華市長網站
- Mayor Gregor Robertson （页面存档备份，存于） － 溫哥華市政府網站 羅品信頁面
- 羅品信的Facebook專頁
- 羅品信的新浪微博